# Pescas milagrosas de las FARC-EP
Las pescas milagrosas fueron una estrategia terrorista de la agrupación Fuerzas Armadas Revolucionarias de Colombia - Ejército del Pueblo (FARC-EP) entre 1998 y 2002 durante el Conflicto armado interno de Colombia que buscó crear zozobra en el Estado colombiano y a la vez aumentar sus ingresos por medio del secuestro, la extorsión y el robo. El comandante de las FARC-EP, Henry Castellanos alias "Romaña", fue el creador de las pescas milagrosas. El nombre fue dado por miembros del Secretariado de las FARC-EP en alusión a La pesca milagrosa de la Biblia y al hecho de que la mayoría de secuestros masivos fueron realizados durante la temporada religiosa y turística de Semana Santa.
Según las autoridades colombianas, las FARC-EP lograron secuestrar en promedio a 3 mil personas por año.
La estrategia de "pescas milagrosas", la cual era llamada por las FARC-EP como "retenciones" e "impuestos para la paz", consistió en crear retenes sorpresivos sobre las vías de Colombia durante la temporada alta turística y de peregrinación de la Semana Santa. Las FARC-EP retenían el flujo de vehículos, secuestraban personas para luego extorsionar, o asesinaban en el lugar. Las FARC-EP robaban, incineraban o dañaron vehículos de empresas lo que causaba irrupción económica en las empresas y comercio del país. El temor a viajar por carretera en Colombia se apoderó de la población civil. La estrategia también fue usada por el ELN y grupos narcotraficantes e incluso copiada en Brasil.
Las FARC-EP, el ELN y los grupos paramilitares como las AUC usaron el secuestro, como una manera de obtener recursos económicos por medio de extorsiones. También secuestraban a políticos, militares, policías o civiles que pudieran servirles como apalancamiento ante el Estado colombiano y usarlos en un canje humanitario. En las pescas milagrosas las FARC-EP también quemaban o robaban vehículos, amenazaban a la población civil, y crean zozobra y terror entre viajeros y comerciantes.

## Respuesta del gobierno
Durante la presidencia de Álvaro Uribe (2002-2010), el Gobierno colombiano mediante la Seguridad democrática y el Plan Patriota de la Fuerza Pública, implementó la estrategia de "Vive Colombia, Viaja por Ella" en la que se usaron a la Fuerza Pública para proteger las vías colombianas y a los viajeros, dando garantías de seguridad también a los empresarios y comerciantes. También durante estos años se presentaron las ejecuciones extrajudiciales o falsos positivos de por lo menos 6402 civiles en el periodo 2002-2010, presentados como bajas en combate.